# 847年大馬士革地震

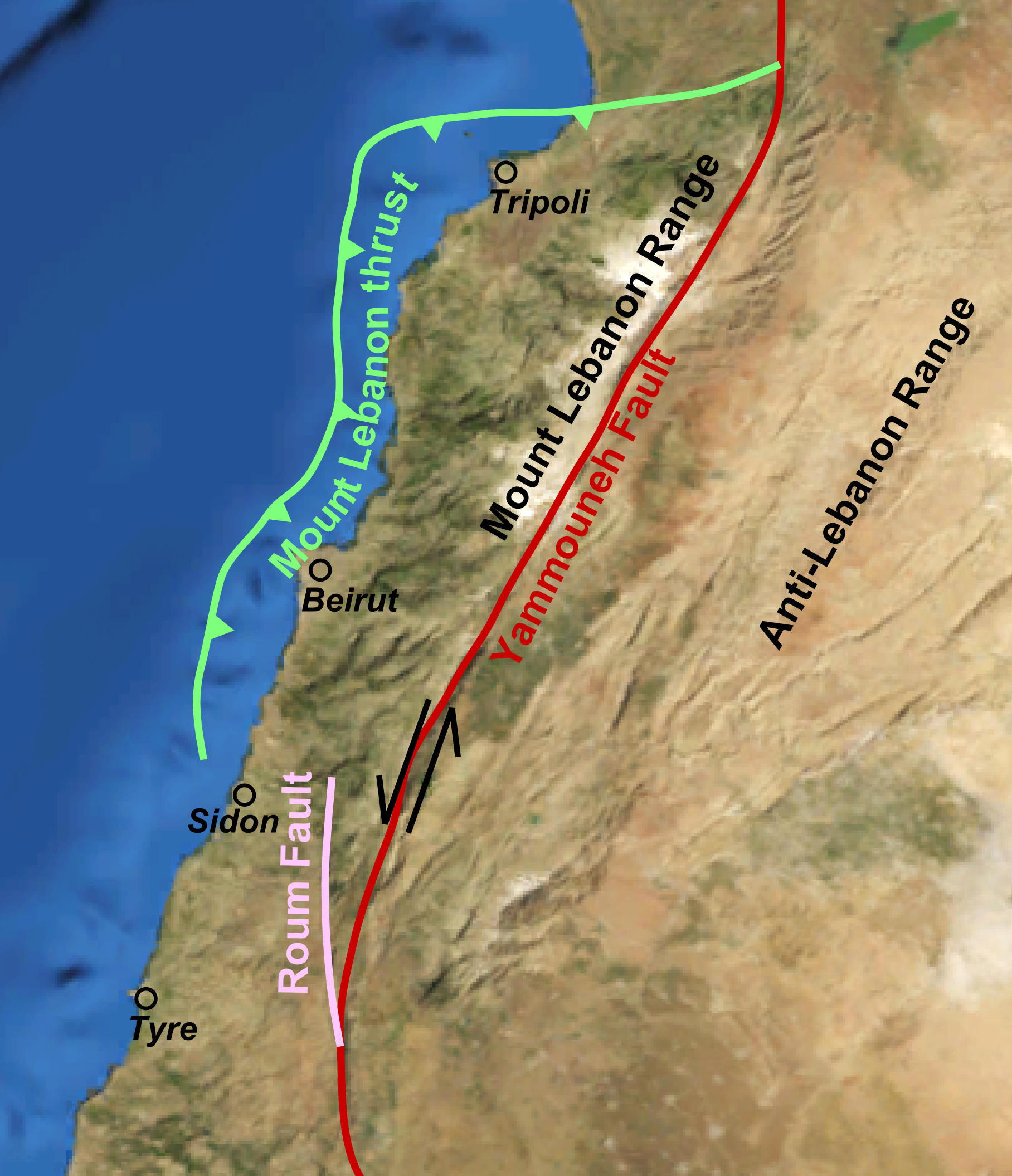
黎巴嫩和叙利亚南部的死海断层

847年大馬士革地震是一場發生於西元847年11月24日阿拔斯帝國大馬士革的地震。最新研究表明本回地震是847年黎凡特地區連續多起地震的其中一次。根據13世纪的歷史學家、作家阿爾達比的記載，本次地震在安提阿（今屬土耳其）造成約2萬人死亡、在摩蘇爾（今隸伊拉克）造成約5萬人死亡。847年大馬士革地震被認為是死海轉形斷層發生過最強大的地震之一。  

## 構造背景
北黎凡特地區位於死海斷層上，傳統上就是地震易發區；死海斷層是阿拉伯板块和非洲板塊之間的轉形斷層，在黎巴嫩地區的方向大約是西南—東北方向，轉形擠壓形成了黎巴嫩山山脈和前黎巴嫩山脈（英語：Anti-Lebanon Range）。死海轉形斷層是一系列斷層線的合稱，其中最主要的是雅莫尼斷層（英語：Yammouneh Fault），雅莫尼斷層曾多次引發大地震，例如1202年敘利亞地震和1759年近東地震。本次847年大馬士革地震也與此斷層的活動有關。

## 震害情况
除了大馬士革，中東其他的地區在847年也有記載曾因地震遭受重大破壞，雖然專家並不清楚那些記載是否都指的是同一場（11月24日的）地震。在眾多記載中，目前除了判斷安提阿的地震記錄應與847年11月24日顯著摧毀敘利亚大馬士革的地震相同外，其他由於年代久遠，都不得而知。以847年大馬士革的地震來說，本次地震在黎明十分開始，餘震至少持續到中午；奧米亞大清真寺寺本體及尖塔部分倒塌。大馬士革市內的多處橋樑房屋被毀，城內的巨石也發生異位，大馬士革周邊的城鎮（如德拉雅）也多有災情。
847年其他傳出的災情還包括今日敘利亞的霍姆斯、黎巴嫩國、美索不達米亞的傑吉拉地區（今屬伊拉克）也有城鎮遭到破壞。摩蘇爾城也發生了一場大地震，造成多達5萬人死亡。

## 引用文獻
1. 1 2  Grünthal G.; Hakimhashemi A.; Schelle H.; Bosse C.; Wahlström R. . Scientific Technical Report STR09/09. Deutsches GeoForschungsZentrum GFZ: 18. 2009  [2013-02-16]. （原始内容存档于2014-04-07）.
2. 1 2 3 4 5 6  Sbeinati, Mohamed Reda; Darawcheh, Ryad; Mouty, Mikhail.  (PDF). Annals of Geophysics. June 2005, 48 (3): 365  [2012-01-29]. （原始内容 (PDF)存档于2011-07-26）.
3. ↑  Daëron, M.; Klinger, Y.; Tapponier, P.; Elias, A.; Jacques, E.; Sursock, A.  (PDF). Geology. 2005, 33 (7): 529–532  [2019-02-01]. Bibcode:2005Geo....33..529D. doi:10.1130/G21352.1. （原始内容存档 (PDF)于2009-04-30）.
4. ↑  Jaafar A.  (PDF). MSc thesis: 7. 2008  [2013-02-17]. （原始内容存档 (PDF)于2014-03-02）.
5. ↑  Elnashai, Amr S.; El-Khoury, Ramy.  illustrated. London: Imperial College Press, 2004. 2004: 22  [2019-02-01]. ISBN 978-1-86094-461-1. （原始内容存档于2016-11-06）.
6. ↑  Search page,.   [2012-01-29]. （原始内容存档于2011-07-22）.